# Němčice, Svitavy
Němčice là một làng thuộc huyện Svitavy, vùng Pardubický, Cộng hòa Séc.